# 哈尔滨工业大学（深圳）

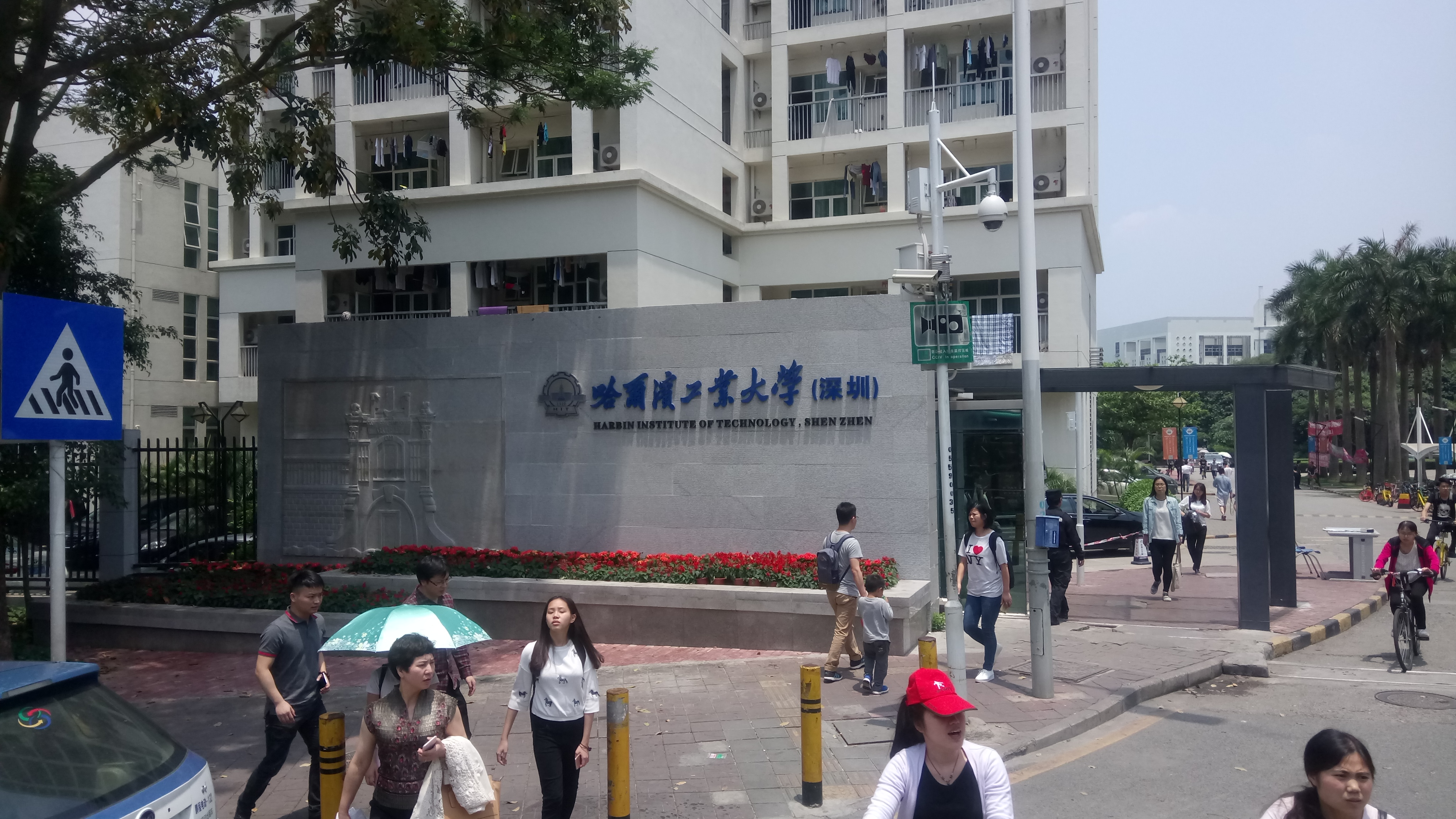
哈尔滨工业大学（深圳）

哈尔滨工业大学（深圳）（英語：Harbin Institute of Technology, Shenzhen），简称哈工大（深圳），是哈尔滨工业大学的一个校区，由哈工大与深圳市政府合作创办，工业和信息化部、教育部、国家海洋局共建。其前身是始建于2002年的哈尔滨工业大学深圳研究生院，也是首所进驻深圳招收本科生的中国九校联盟（C9）成员、国家“985工程”、“211工程”高校。

## 历史沿革

### 哈工大深圳研究生院时期
2001年5月，深圳市人民政府与哈尔滨工业大学签订市校合作办学协议，合作创办哈尔滨工业大学深圳研究生院。
2002年2月，教育部批准设立哈尔滨工业大学深圳研究生院，并进驻深圳大学城。

### 现时
2014年4月，深圳市政府与哈尔滨工业大学签署新的合作办学协议，在深圳研究生院基础上共建本科、硕士、博士教育体系完备的哈尔滨工业大学（深圳）；5月，教育部批准哈尔滨工业大学深圳研究生院筹备举办本科教育。
2016年6月，依托哈工大校本部招收第一批376名本科生。
2017年7月，教育部批准哈尔滨工业大学（深圳）以独立招生代码招收本科生。
2018年1月，哈尔滨工业大学校长周玉院士兼任哈尔滨工业大学（深圳）校长，原深圳市盐田区委副书记、区长吴德林任哈尔滨工业大学（深圳）党委书记；3月，鹏城实验室依托哈尔滨工业大学（深圳）建设；8月，新校区正式交付使用。
2020年6月，重点实验室集群项目奠基，包括8个重点实验室、公共服务平台、成果转化中心等，计划于2023年12月竣工交付。
2022年6月，哈尔滨工业大学副校长黄玉东教授兼任哈尔滨工业大学（深圳）第二任校长。
2023年4月，牵头组建深圳市空天技术产业联盟。
2024年，深圳校区成立信息学部、智能学部、前沿学部、未来学部。

#### 哈工大深圳国际设计学院
2015年7月，深圳市政府与哈尔滨工业大学、苏黎世艺术大学、加泰罗尼亚高等建筑研究院签署合作办学协议，四方合作举办哈尔滨工业大学深圳国际设计学院。
2020年7月，深圳国际设计学院正式动工建设；11月，教育部批准设立哈尔滨工业大学深圳国际设计学院，性质为哈尔滨工业大学和苏黎世艺术大学共同成立的非独立法人中外合作办学机构。
2022年6月，深圳国际设计学院在数字媒体艺术（中外合作办学）专业招收首届本科生。
2023年，学院开始招收建筑学、城乡规划学、设计学学科硕士研究生。
2024年，学院暂停与苏黎世艺术大学的本科中外合作办学。

## 教学与科研

### 院系专业
学校现有理、工、管、经、文、艺、法、交叉8个学科门类，涵盖26个一级学科，设有11个学院、4个研究院。
| 学院                   | 本科专业                                                 |
| ---------------------- | -------------------------------------------------------- |
| 计算机科学与技术学院   | 计算机科学与技术                                         |
| 信息科学与技术学院     | 通信工程                                                 |
| 集成电路学院           | 集成电路设计与集成系统、光电信息科学与工程、电子封装技术 |
| 机电工程与自动化学院   | 自动化、电气工程及其自动化、能源与动力工程、机器人工程   |
| 土木与环境工程学院     | 土木工程、环境工程                                       |
| 材料科学与工程学院     | 材料科学与工程                                           |
| 建筑学院               | 城乡规划、建筑学                                         |
| 经济管理学院           | 经济学、会计学（大数据会计方向）                         |
| 理学院                 | 数据科学与大数据技术、化学                               |
| 人文与社会科学学院     | 数字媒体艺术                                             |
| 马克思主义学院         |                                                          |
| 空天科技学院           | 空间科学与技术                                           |
| 特殊环境物质科学研究院 |                                                          |
| 深圳国际设计学院       | 数字媒体艺术                                             |

### 师资与学术
师资队伍
2024年9月，哈尔滨工业大学（深圳）的全职教师中131人次入选国家级人才计划，近80%具有海外留学或工作经历，近90%为国家及深圳市政府认定的各级高层次人才。
科研机构
2020年3月，哈尔滨工业大学（深圳）有各级创新载体52个，其中包括1个工信部重点实验室、1个广东省重点实验室、1个广东省工程技术研究中心，19个深圳市重点实验室、18个深圳市工程实验室、8个深圳市公共服务平台和3个深圳市南山区创新机构。目前，哈尔滨工业大学（深圳）正组建国家级重点实验室集群，包括5个以“一室两区”模式在深圳拓展建设的国家级实验室平台、3个以院士为核心的重点实验室。
深圳网络空间科学与技术广东省实验室（鹏城实验室）以哈尔滨工业大学（深圳）为主要依托单位建设。

## 交通
深圳地铁
- █5号线：大学城站 C出口

公交巴士
| 大学城接驳巴士站（位于荔园4号楼旁） | 大学城接驳巴士站（位于荔园4号楼旁） | 大学城接驳巴士站（位于荔园4号楼旁） | 大学城接驳巴士站（位于荔园4号楼旁） | 大学城接驳巴士站（位于荔园4号楼旁） |
| 编号                                | 路线                                | 路线                                | 路线                                | 备注                                |
| ----------------------------------- | ----------------------------------- | ----------------------------------- | ----------------------------------- | ----------------------------------- |
| B869                                | 大学城接驳巴士站                    | ↺                                   | 大学城接驳巴士站                    |                                     |

| 哈工大（深圳） | 哈工大（深圳）     | 哈工大（深圳） | 哈工大（深圳）     | 哈工大（深圳） |
| 编号           | 路线               | 路线           | 路线               | 备注           |
| -------------- | ------------------ | -------------- | ------------------ | -------------- |
| 37             | 海上世界公交接驳站 | ⇆              | 御领公馆公交首末站 |                |
| M460           | 动物园总站         | ⇆              | 深业上城公交首末站 |                |

| 哈工大园区 | 哈工大园区             | 哈工大园区 | 哈工大园区             | 哈工大园区 |
| 编号       | 路线                   | 路线       | 路线                   | 备注       |
| ---------- | ---------------------- | ---------- | ---------------------- | ---------- |
| 高峰专线36 | 动物园总站             | ⇆          | 世界之窗地铁公交接驳站 | 原 36      |
| 37         | 海上世界公交接驳站     | ⇆          | 御领公馆公交首末站     |            |
| 43         | 红山六九七九公交首末站 | ⇆          | 世界之窗地铁公交接驳站 |            |
| M460       | 动物园总站             | ⇆          | 深业上城公交首末站     |            |

| 大学城门 | 大学城门           | 大学城门 | 大学城门                 | 大学城门 |
| 编号     | 路线               | 路线     | 路线                     | 备注     |
| -------- | ------------------ | -------- | ------------------------ | -------- |
| 37       | 海上世界公交接驳站 | ⇆        | 御领公馆公交首末站       |          |
| M217     | 马山头总站         | ⇆        | 深圳北站交通枢纽公交场站 | 原 716A  |
| M459     | 丽康总站           | ⇆        | 民田路公交总站           |          |
| M460     | 动物园总站         | ⇆        | 深业上城公交首末站       |          |

## 附属机构
- 哈尔滨工业大学（深圳）实验学校：前身为2010年9月创办的大学城桃苑实验学校，2019年9月更名，位于南山区西丽桃源片区，为九年一贯制公办学校。